# Desana (bướm đêm)
Desana là một chi bướm đêm thuộc họ Noctuidae.